# 哈特福德 (愛荷華州)
哈特福德（英語：Hartford）是一個位於美國愛荷華州沃倫縣的城市。

## 地理
哈特福德的座標為41°27′35″N 93°24′08″W / 41.45972°N 93.40222°W，而該地的平均海拔高度為268米（即879英尺）。

## 人口
根據2010年美國人口普查的數據，哈特福德的面積為2.67平方千米，當中陸地面積為2.67平方千米，而水域面積為0.00平方千米。當地共有人口771人，而人口密度為每平方千米288人。